# Alte Synagoge Oldenburg
Koordinaten: 53° 8′ 31,2″ N, 8° 12′ 28,6″ O
Die Alte Synagoge Oldenburg bestand von 1855 bis 1938 in Oldenburg im heutigen Niedersachsen. Die frühste, permanente jüdische Gemeinde in der Stadt geht auf die Oldenburger Franzosenzeit zurück.

## Geschichte
Die erste Synagoge befand sich in der Mühlenstraße 5 und wurde 1829 geweiht. Es handelte sich um ein unscheinbares Bürgerhaus, das äußerlich nicht als Synagoge erkennbar war. Das Haus wurde bis 1854 genutzt, dann aber zugunsten eines größeren, repräsentativeren Neubaus in der Peterstraße verkauft.
Der Neubau wurde am 24. August 1855 im Beisein des Großherzogs geweiht. Bereits um die Jahrhundertwende wurde der Bau erweitert und insbesondere die Fassade aufgewertet. Direkt an die Synagoge angrenzend wurde ein Gemeindehaus errichtet, das 1909 ebenfalls erneuert wurde.

### Zerstörung
In der Reichspogromnacht vom 9. auf den 10. November 1938 wurde die Synagoge von Handlangern der NSDAP in Brand gesteckt. Kreisleiter Wilhelm Engelbart (1903–1999) hatte von Gauleiter Carl Röver die Anweisung zur Zerstörung der Synagoge erhalten und untersagte der Oldenburger Feuerwehr das Ausrücken. Der Führer der SA-Gruppe Nordsee, Heinrich Böhmcker, befahl gleichzeitig telegrafisch die Verwüstung der Geschäfte, die Juden gehörten. Die noch in Oldenburg verbliebenen männlichen Juden wurden in der Nacht zusammengetrieben und inhaftiert. Am nächsten Morgen wurden sie an der ausgebrannten Synagoge entlanggeführt und zum Gerichtsgefängnis gebracht, von wo aus sie in das KZ Sachsenhausen transportiert wurden. Das Inventar der Synagoge wurde nach Bremen gebracht. Die Überreste der Synagoge wurden abgerissen und das Gelände lag bis in die 1950er Jahre brach.

## Baubeschreibung
Bei der Synagoge handelte es sich um einen kleineren Synagogenbau in rechteckiger Grundform, herstellt aus rotem Ziegelstein. Das Bauwerk mit einer Mischung aus klassizistischen und neuromanischen Stilelementen hatte eine Fassade mit Rundbogenfenstern. Ein großes Rundbogenportal diente als Haupteingang und verlieh dem Gebäude zusammen mit der symmetrischen Gestaltung eine monumentale Wirkung. Über dem zentralen Gebetssaal befand sich eine kleine Kuppel. Im kleinen Innenraum befand sich der kunstvoll verzierte Toraschrein an der Ostwand. In der Mitte des Raumes befand sich das Bimah. Daran angeschlossen gelangte man zur Lade mit der Thorarolle. An der Vorderwand waren nach dem Ersten Weltkrieg Gedenktafeln zu Ehren der jüdischen Gefallenen aus Oldenburg angebracht. Außerdem befand sich dort der Amtsstuhl des Landesrabbiners. Die Bleiglasfenster waren teilweise mit Motiven wie einem Cherub und hebräischen und lateinischen Lettern verziert und vom Oldenburger Glasmaler Rhode-Bremen hergestellt.

## Gedenken
In Oldenburg finden jedes Jahr Veranstaltungen zur Erinnerung an die Pogromnacht statt. 1967 wurde nahe der ehemaligen Synagoge ein Gedenkstein errichtet. Seine Inschrift über dem Hinweis, dass hier bis 1938 die Synagoge stand, stammt aus dem Buch Maleachi und lautet:
„Haben wir nicht alle einen Vater, hat uns nicht ein Gott geschaffen? Warum verachten wir einander?“
2019 erhielt das Stadtmuseum den 1959 bei Bauarbeiten entdeckten Grundstein der Synagoge als Dauerleihgabe.